# Werklieferungsvertrag
Ein Werklieferungsvertrag ist ein Vertrag, der die Lieferung herzustellender oder zu erzeugender beweglicher Sachen zum Gegenstand hat. Nach § 650 BGB finden auf solche Verträge die Vorschriften des Kaufrechts Anwendung.
Der bis zum 1. Januar 2018 geltende § 651 BGB a. F. wurde unverändert in § 650 BGB übernommen.
Grundsätzlich ist es nach dem seit der Schuldrechtsmodernisierung in Deutschland geltenden Recht unerheblich, ob der beschaffte Stoff eine vertretbare oder nicht vertretbare Sache darstellt. Anders als die vorher geltende Fassung unterscheidet die Norm nunmehr auch nicht mehr danach, wer den zu verarbeitenden Stoff beschafft hat. Es werden nach § 650 BGB regelmäßig die Vorschriften des Kaufvertragsrechts angewandt. Lediglich in Fällen nicht vertretbarer Sachen finden auch einige Regeln des Werkvertragsrechts Anwendung, wobei für den Gefahrübergang an die Stelle der Abnahme die Vorschriften des Kaufrechts treten.
Anwendungsbeispiele für die Anwendung von Kaufrecht beim Werklieferungsvertrag sind Anfertigung von Gegenständen, die später beim Besteller eingearbeitet oder eingebaut werden sollen. Hauptanwendungsbereich für das Werkvertragsrecht sind die Arbeiten, die an unbeweglichen Sachen vorgenommen werden. 

## Abgrenzung
Ein individuell angefertigter Treppenlift wird üblicherweise nicht als solches gekauft (Werkliefervertrag), sondern der Einbau wird ebenfalls vom Kunden gewünscht und nur ein funktionsfähig eingebauter Treppenlift gewünscht (Werkvertrag). Der BGH urteilte: „Bei der Bestellung eines Kurventreppenlifts, der durch eine individuell erstellte Laufschiene auf die Wohnverhältnisse des Kunden zugeschnitten wird, steht für den Kunden nicht die Übereignung, sondern der Einbau eines Treppenlifts als funktionsfähige Einheit im Vordergrund, für dessen Verwirklichung die Lieferung der Einzelteile einen zwar notwendigen, aber untergeordneten Zwischenschritt darstellt.“